# محمدرضا مروارید

محمدرضا مروارید (زادۀ ۱۳۳۶ ایلام - )، سیاستمدار و استاندار سابق استان ایلام در دولت یازدهم بود. وی تحصیلکرده کارشناسی رشته کشاورزی در دانشگاه بوعلی سینا و دارای مدرک کارشناسی ارشد در رشته مدیریت دولتی از دانشگاه مرکز مدیریت دولتی تهران است.
وی پیشتر، معاونت برنامه‌ریزی و اداری مالی استانداری کرمانشاه و مدیر کلی کشاورزی و منابع طبیعی استان ایلام را بر عهده داشته‌است.
وی فرزند سوم محمدتقی مروارید روحانی شیعه و نمایندۀ دوره اول مجلس خبرگان از حوزۀ انتخابیۀ استان ایلام است.

## مسئولیت‌ها و سوابق اجرایی
محمدرضا مروارید پس از پیروزی انقلاب به جهاد سازندگی رفت و تا سال ۱۳۶۲ مسئول کشاورزی ایلام بود. سپس عضو شورای مرکزی جهاد سازندگی شد و از سال ۱۳۶۳ تا ۱۳۶۸ مدیر کل کشاورزی و منابع طبیعی ایلام بود.
وی از اواخر سال ۱۳۶۹ تا سال ۱۳۷۶ به عنوان معاون برنامه‌ریزی و اداری مالی استانداری کرمانشاه منصوب شد و پس از آن تا سال ۱۳۸۴ به عنوان معاون اداری مالی و حقوقی سازمان راهداری و حمل و نقل جاده‌ای مشغول فعالیت شد.
مروارید به مدت ۴ سال مدیر عامل کشتیرانی ایران و روسیه بود.
وی همچنین، عضو هیئت عامل و معاون پشتیبانی و بازرگانی سازمان حمل و نقل و پایانه‌های کشور، ریاست مجمع شرکت حمل و نقل بین‌الملل مختلط ایران و روسیه، ریاست هیئت مدیره و مدیر عامل شرکت حمل و نقل بین‌المللی و کشتیرانی ایران و روسیه، ریاست هیئت مدیره شرکت شهرک‌های سازمان مصرف شهر و روستای سازمان صنایع دستی کرمانشاه، عضویت مجمع شرکت‌های حمل و نقل بین‌المللی ایران، مدیر عامل و نایب رئیس هیئت مدیره هلدینگ سرمایه‌گذاری جهش توسعه ایرانیان و ریاست هیئت مدیره شرکت های جهش ترابر،‌ جهش ریل و پایانه شرق، مشاور شرکت سرمایه‌گذاری حمل و نقل تأمین (بررسی وضعیت فنی اقتصادی آبادان) را برعهده داشته است. 